# Крысин, Владимир Николаевич
Владимир Николаевич Крысин (22 июня 1922—?) — советский авиационный инженер, учёный в области технологий композиционных конструкций самолётов, лауреат премии Совета Министров СССР, заслуженный технолог СССР.

## Биография

### Ранние годы
Владимир родился 22 июня 1922 года в Запорожье в семье рабочего. Окончил Московский авиационный технологический институт (1938—1945) по специальности инженер-технолог по самолётостроению.

### Конструкторская и научно-педагогическая деятельность
Работал на опытном заводе № 240 на инженерных и руководящих должностях, около 1947 года был назначен начальником модельной мастерской, а с 07 мая 1949 года работал уже в должности главного технолога. В 1950-е годы несколько лет работал в командировке в ГДР.
С 1959 года (сначала — по совместительству) преподавал в МАИ, доцент кафедры 104 «Технологическое проектирование и управление качеством» (1962), профессор (1977).
Крысин автор ряда технологических процессов герметизации кессон-баков, изготовления сотовых слоистых клеёных конструкций из металлов и неметаллов, монолитных крупногабаритных узлов и панелей крыла и фюзеляжа, а также применения в конструкции планера новых алюминиевых, титановых сплавов и крепежа.
В 1975 году защитил докторскую диссертацию по теме влияния технологии выполнения клееных сотовых конструкций из алюминиевых сплавов на прочность конструкции самолёта.

### Семья
Сын Андрей — профессор, доктор экономических наук.
Сын Михаил (род. 28 марта 1953 года) — окончил МАИ (1976), кандидат технических наук (1982), спортсмен (карате), президент Федерации косики карате России.

## Награды и звания
- Лауреат премии Совета Министров СССР (1984)[2]
- Заслуженный технолог СССР (1987)[8][2], был первым удостоен этого звания[уточнить]